# Labro
Labro è un comune italiano di 340 abitanti della provincia di Rieti nel Lazio. Borgo dalla vocazione turistica, ospita il castello Nobili Vitelleschi ed è stato insignito della bandiera arancione.

## Geografia fisica

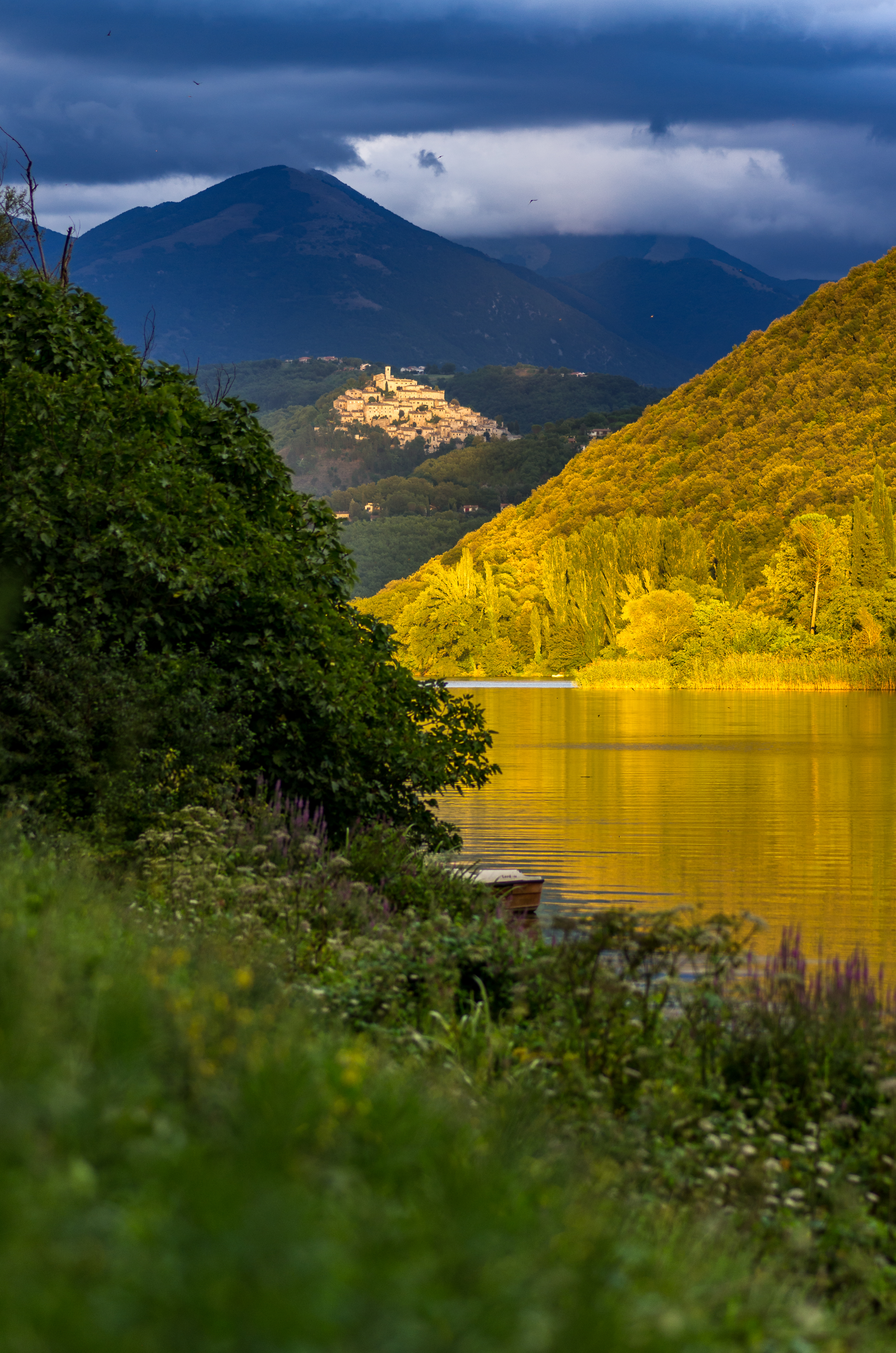
Labro visto dal lago di Piediluco

### Territorio
Il borgo di Labro si trova in Sabina, nell'alto Lazio, nelle immediate vicinanze del confine con l'Umbria. Sorge su una prominenza delle colline che delimitano il lato settentrionale della Piana di Rieti e che segnano il confine con la provincia di Terni; dalla sua posizione domina il sottostante lago di Piediluco e la valle del suo immissario, il Rio Fuscello o Fosso di Leonessa.

### Clima
| [ 4 ]                      | Mesi | Mesi | Mesi | Mesi | Mesi | Mesi | Mesi | Mesi | Mesi | Mesi | Mesi | Mesi | Stagioni | Stagioni | Stagioni | Stagioni | Anno  |
| [ 4 ]                      | Gen  | Feb  | Mar  | Apr  | Mag  | Giu  | Lug  | Ago  | Set  | Ott  | Nov  | Dic  | Inv      | Pri      | Est      | Aut      | Anno  |
| -------------------------- | ---- | ---- | ---- | ---- | ---- | ---- | ---- | ---- | ---- | ---- | ---- | ---- | -------- | -------- | -------- | -------- | ----- |
| T. max. media (°C)         | 8    | 10   | 13   | 17   | 22   | 25   | 29   | 29   | 25   | 20   | 14   | 9    | 9        | 17,3     | 27,7     | 19,7     | 18,4  |
| T. min. media (°C)         | 1    | 0    | 2    | 5    | 8    | 11   | 13   | 13   | 11   | 7    | 4    | 1    | 0,7      | 5        | 12,3     | 7,3      | 6,3   |
| Precipitazioni (mm)        | 111  | 110  | 95   | 93   | 75   | 70   | 35   | 55   | 87   | 106  | 171  | 146  | 367      | 263      | 160      | 364      | 1 154 |
| Umidità relativa media (%) | 77   | 74   | 72   | 68   | 68   | 65   | 64   | 65   | 68   | 72   | 76   | 78   | 76,3     | 69,3     | 64,7     | 72       | 70,6  |

## Origini del nome
Secondo la leggenda, Labro sarebbe stato fondato nel luogo dove il signorotto dell'epoca riuscì ad uccidere il suo primo cinghiale in una battuta di caccia: così il paese prenderebbe il nome da quest'animale (aprum, forma accusativa di aper) e perciò lo stemma del comune raffigura un cinghiale.
Per altri invece il nome deriverebbe dal latino lavabrum (vasca), che si riferirebbe alla vicinanza con il lago di Piediluco.

## Storia
Sembra che il paese abbia avuto origine tra il IX e il X secolo: il primo signore di Labro, Aldobrandino de Nobili, fu investito dal Re d'Italia Ottone I nell'anno 956. Secondo l'umanista rinascimentale Mariano Vittori, il paese sarebbe stato fondato da una colonia greca.
A causa della sua posizione, strategica per il controllo del confine tra i domini di Rieti e di Spoleto, il borgo di Labro ebbe a sostenere numerosi scontri con i territori confinanti. All'inizio del XIII secolo i signori di Labro (Sinibaldo e Sinibaldone) iniziarono una lunga lotta contro i signori di Luco (Oddone e Matteo Brancaleoni) per il controllo del Monte Caperno. Al conflitto presero parte anche i reatini, in difesa di Labro, e gli spoletini, in difesa di Luco; nel 1298 papa Bonifacio VIII (che si trovava in quel momento a Rieti) diede incarico di placare la lotta ai cardinali Pedro Rodríguez e Matteo Rubeo Orsini, i quali ordinarono la demolizione degli edifici costruiti sul monte dai signori di Luco. La tregua tuttavia non durò a lungo e nel 1364 gli abitanti di Labro saccheggiarono il castello di Luco; il pontefice, come punizione, confiscò tutti i beni ai signori di Labro.
Sotto lo stato Pontificio il governo di Labro dipendeva dalla sola Consulta.
Nel secondo dopoguerra Labro subisce un forte spopolamento, che mette in pericolo la sopravvivenza stessa del paese; tuttavia, grazie all'iniziativa degli eredi della famiglia Nobili, nasce l'ambiziosa idea del recupero integrale del borgo, tramite il restauro di tutti gli edifici. Il progetto prende il via nel 1968, curato dall'architetto fiammingo Ivan Van Mossevelde (specializzato nel recupero di edifici storici) che venne coinvolto nell'iniziativa dalla contessa Ottavia Nobili-Vitelleschi. L'intervento di recupero ha permesso al borgo di ritrovare una maggiore uniformità architettonica e prosegue ancora oggi.

## Monumenti e luoghi d'interesse
Labro è un borgo dalla tipica struttura medievale. Il tessuto urbano, sistemato a gradoni sulla collina, è composto da edifici costruiti quasi tutti in pietra locale, e conserva delle mura merlate lungo le quali si aprono tre porte: Porta Cavour, Porta Reatina e Porta di Piazzale Genzi.
Castello Nobili Vitelleschi
L'edificio attualmente visibile fu costruito nella seconda metà del Cinquecento per volontà di Giordano de' Nobili; subì ulteriori interventi nel Settecento e nell'Ottocento. Edificato in pietra grigia, è caratterizzato da giardini pensili attraversati da scalinate, loggette, balconi e merlature. Gli interni conservano l'arredamento d'epoca, le armi utilizzate in battaglia e i ritratti dei membri della famiglia; nel salone principale si trova un grande camino in marmo, risalente al Cinquecento. Il palazzo è tuttora abitato dai discendenti della famiglia Nobili, che tuttavia ne permettono l'utilizzazione per altre attività: infatti nelle cantine si trova un pub, nell'ultimo piano un bed & breakfast, e il piano nobile ospita occasionalmente matrimoni e conferenze. Per visitarlo occorre contattare l'Associazione Culturale Castello Nobili Vitelleschi.

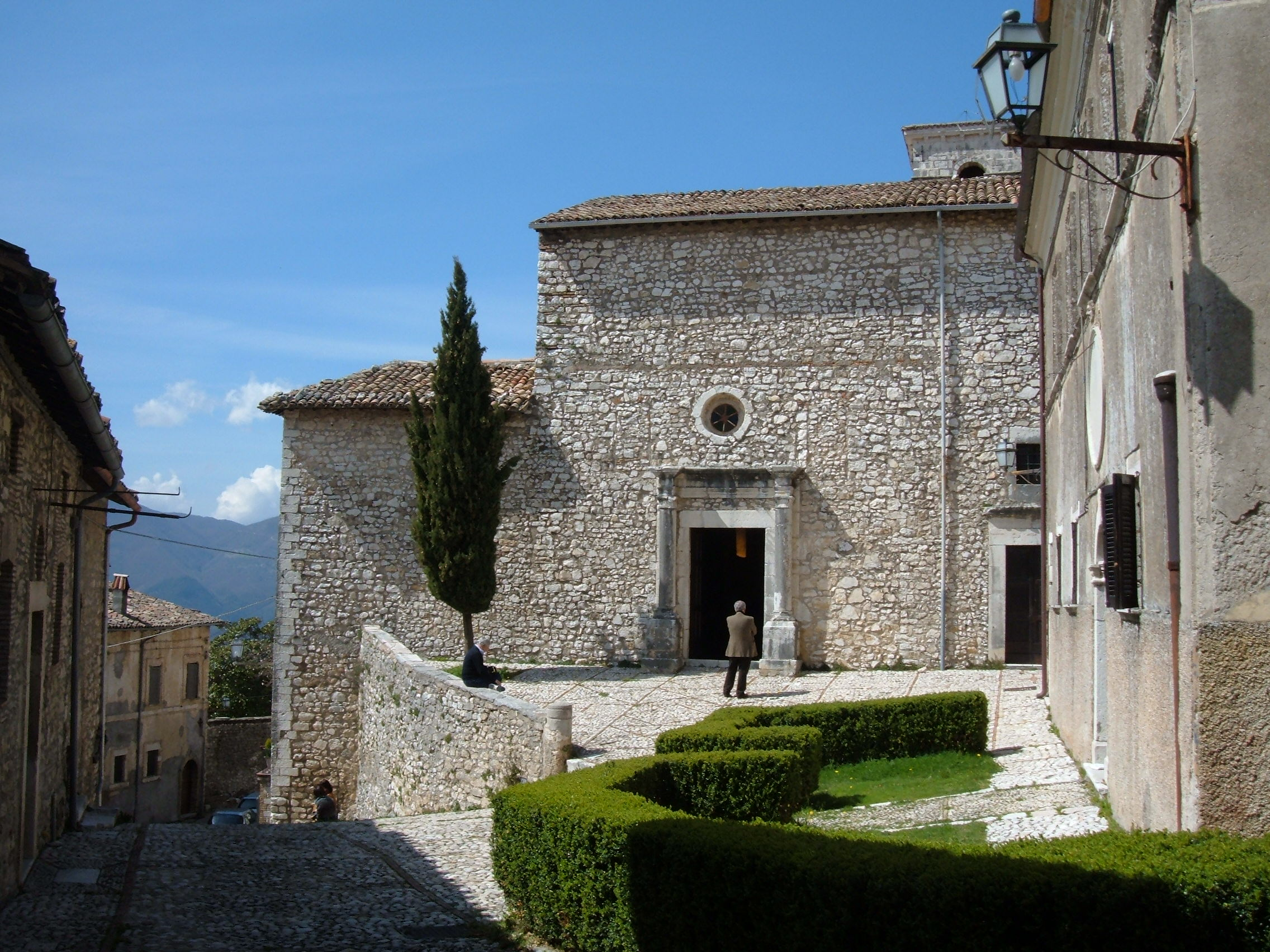
La chiesa di Santa Maria Maggiore

Chiesa di Santa Maria Maggiore
La chiesa di Santa Maria Maggiore (divenuta collegiata nel 1508 ma di origini antecedenti) si presenta all'esterno con un portale che anticamente costituiva la porta d'ingresso al castello e solo successivamente fu portato qui. Al suo interno, la chiesa è a navata unica; ospita una tela dell'Assunta sull'altare maggiore, un fonte battesimale quattrocentesco, un'edicola cinquecentesca munita di candelieri ad altorilievo e un'antica acquasantiera con figure di pesce scolpite a rilievo. Nella prima cappella a sinistra, sono notevoli una transenna in legno riccamente decorata (risalente al XV - XVI secolo) e un dipinto dell'Annunciazione di scuola umbra (probabilmente da attribuire a Bartolomeo Torresani), mentre nell'ultima cappella a destra si trova un interessante paliotto dipinto, realizzato in cuoio a sbalzo.
Cappella del Rosario
La cappella del Rosario è compresa all'interno della chiesa di Santa Maria Maggiore, rispetto alla quale si trova al piano superiore; vi si accede tramite una scala situata sul lato destro della navata. Di origini sicuramente più antiche rispetto al resto della chiesa, fu eretta dalla famiglia Chiaranti di Terni. La cappella è dotata di un portale esterno risalente al 1494, decorato con figure di lucertole e scorpioni e modanato con un motivo a forma di corda. Al suo interno, oltre a una finestra romanica strombata e una monofora triloba, si trova sull'altare principale un affresco di fine Quattrocento che rappresenta la Madonna del Rosario; ai suoi lati sono dipinti, in degli ovali, alcune storie della vita di Gesù, dall'annunciazione alla morte. Sulla sinistra si trova un altare dedicato a Santa Caterina, che è protetto da una nicchia sostenuta da una colonna romanica ottagonale riccamente decorata con motivi floreali e con le figure di un angelo e di un serpente.
Ex convento dei Francescani Osservanti
L'ex convento dei Francescani Osservanti, risalente alla fine del Seicento, si trova all'esterno del paese, nei pressi del cimitero, lungo la strada che conduce alla località Madonna della Luce. Il complesso comprende la chiesa di Santa Maria della Neve e il convento, che si sviluppa attorno a un chiostro. Quest'ultimo, oggi sconsacrato, è stato restaurato e convertito in un resort con spazi per convegni e congressi.

## Società

### Evoluzione demografica
Abitanti censiti

### Etnie e minoranze straniere
Secondo i dati ISTAT al 31 dicembre 2015 la popolazione straniera residente era di 52 persone (13,90%). Le nazionalità maggiormente rappresentate in base alla loro percentuale sul totale della popolazione residente erano:
- Romania, 14 (3,74%)

## Cultura

### Cinema
A Labro sono state girate alcune scene del film Il vegetale (2018).

### Eventi
- Labro Festival, festival di musica e danza, che si tiene ogni anno nel periodo estivo, nei locali dell'ex convento francescano.

## Economia

### Artigianato
Tra le attività economiche più tradizionali, diffuse e rinomate vi sono quelle artigianali, come l'arte dell'arazzo.

## Infrastrutture e trasporti

### Strade
Labro sorge a breve distanza dalla strada provinciale 5 di Leonessa, che collega il paese alle due principali arterie stradali che attraversano il territorio comunale: ad ovest alla strada regionale 79 Ternana (in località Madonna della Luce), ad est alla strada regionale 521 di Morro. La prima collega il paese al capoluogo Rieti e a Terni, nonché ai vicini centri di Piediluco e Marmore; la seconda lo collega a Morro Reatino e Leonessa.
Inoltre, proseguendo dalla Madonna della Luce sulla strada provinciale 4 di Colli sul Velino, è possibile raggiungere il confinante comune di Colli sul Velino e la superstrada Rieti-Terni (presso il costruendo svincolo di Colli sul Velino). Quest'ultima è una strada a scorrimento veloce che, sebbene non ancora completata, permette di raggiungere Rieti e Terni con un percorso più rapido e meno tortuoso rispetto alla SR 79.

### Ferrovie

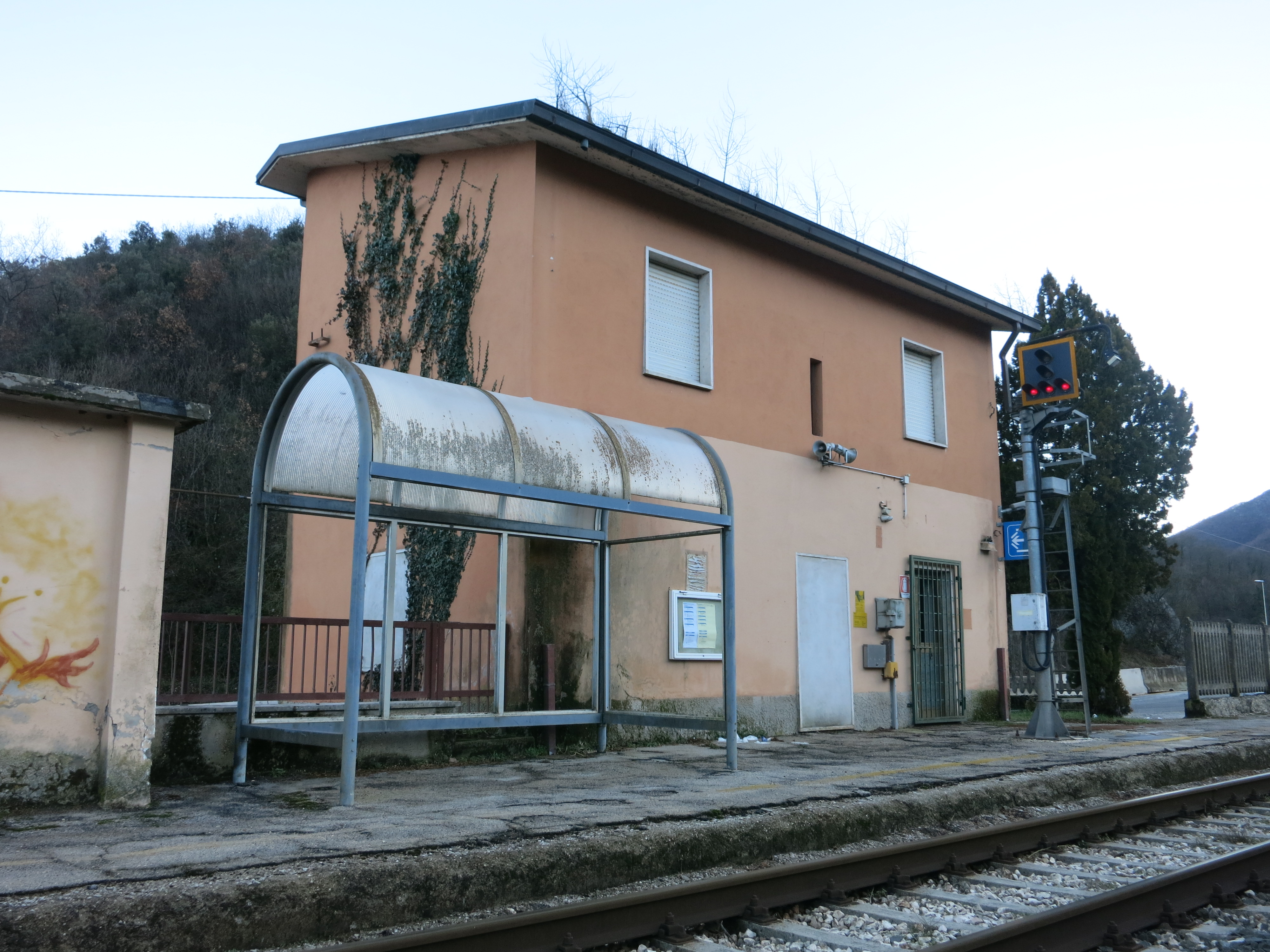
La piccola fermata ferroviaria di Labro-Moggio

La ferrovia Terni-Rieti-L'Aquila, che scorre nella valle del Velino nei pressi della superstrada, ha una piccola fermata ferroviaria intitolata a Labro: la stazione di Labro-Moggio. Tuttavia la stazione è molto lontana dal paese (dista ben 8,6 km) e si trova addirittura fuori dal territorio comunale; per tale ragione è frequentata da pochi passeggeri e vi fermano solo pochi treni al giorno.

## Amministrazione
Nel 1923 Labro passa dalla provincia di Perugia in Umbria, alla provincia di Roma nel Lazio, e nel 1927, a seguito del riordino delle circoscrizioni provinciali stabilito dal regio decreto n. 1 del 2 gennaio 1927, per volontà del governo fascista, quando venne istituita la provincia di Rieti, Labro passa a quella di Rieti. Nel 1957 da Labro viene distaccato ed elevato a comune autonomo il territorio di Colli sul Velino (che precedentemente costituiva la frazione Colli di Labro).
| Periodo | Periodo  | Primo Cittadino       | Partito                      | Carica  | Note       |
| ------- | -------- | --------------------- | ---------------------------- | ------- | ---------- |
| 1995    | 1999     | Gianfranco Blasi      | lista civica                 | Sindaco | Dimesso    |
| 1999    | 2004     | Aleandro Alessandrini | lista civica                 | Sindaco |            |
| 2004    | 2009     | Gastone Curini        | lista civica                 | Sindaco |            |
| 2009    | 2014     | Gastone Curini        | lista civica                 | Sindaco | 2° mandato |
| 2014    | 2019     | Gastone curini        | lista civica Tutti per Labro | Sindaco | 3° mandato |
| 2019    | 2024     | Irene Liberali        | lista civica Tutti per Labro | Sindaco |            |
| 2024    | in corso | Gastone Curini        | lista civica Tutti per Labro | Sindaco |            |

### Altre informazioni amministrative
- Fa parte della Comunità montana Montepiano Reatino